# София
Вижте пояснителната страница за други значения на София.
Со̀фия е столицата на България. С 1 291 591 постоянни жители, той е най-големият град в страната, както и 14-ият по големина град в Европейския съюз.
София е разположена в централната част на Балканския полуостров, в оградената от няколко планини Софийска котловина, която е най-голямото и едно от най-високите Подбалкански полета. Тя заема средищно положение на Балканите, като няколко главни пътя я свързват с другите части на полуострова – през Вакарелската планина към Тракия и Истанбул, през Драгоманския проход към Белград и Централна Европа, по долината на Струма към Гърция и Северна Македония и през няколко прохода в Стара планина към Северна България и Румъния. Източно от града преминава река Искър, а през самия град няколко малки нейни притоци.
Първото писмено свидетелство за града е от II век пр. Хр., когато той е главен град на един от тракийските народи. Той се превръща в един от главните опорни центрове на Римската империя на Балканите и през IV век служи за временна резиденция на няколко императори. Градът запазва значението си и през Средновековието, а след XV век преживява нов разцвет, като една от главните логистични бази в тила на Османската империя при нейните военни кампании в Централна Европа. С военното отслабване на Империята от края на XVII век София също запада и през следващите две столетия населението му намалява а много сгради са занемарени или изоставени. През 1879 година, малко след Освобождението на България, градът става столица на новата държава и през следващите десетилетия бързо се разраства.
Днес София е основен административен, индустриален, транспортен, културен и образователен център на страната, като в нея е съсредоточено 1/6 от промишленото производство на България. Тук се намират също така Българската академия на науките, централните сгради на Българска национална телевизия, Българско национално радио, Българска телеграфна агенция, много университети, театри, кина, както и Националната художествена галерия, археологически, исторически, природонаучни и други музеи. На много места в центъра на града са запазени видими археологически паметници от римско време.

## Етимология
Най-ранното запазено в източниците наименование на днешния град София е Сердонполис (Σερδῶν πόλις), грецизирано название, чийто латински вариант е civitas Serdensium. Смята се, че то означава „град на сердите“. Тези серди (по Дион Касий) вероятно са обитавали областта през I век пр. Хр. по сведения от II век сл. Хр. Мнозина автори обаче си задават въпроси относно сердите: „… Този етноним [серди] е все още фантом.“ (Александър Фол) Въпроси буди и взаимовръзката „Сердика – серди“: „Тогава, кой кого е кръстил? Обитателите града или градът – своите обитатели?“ (Христо Генчев).
Има няколко хипотези за етимологията на името „серди“. Вацлав Томашек го извежда от индоевропейската дума çardh („устойчив“, „упорит“), а Стефан Младенов и Гаврил Кацаров – от същия корен, но във формата çardhas („стадо“), свързвайки я с поминъка в региона. Раду Вулпе извежда името от корена serd („сърце“, „среда“), което се свързва и с по-късното славянско наименование.
Император Траян официално дава на града своето родово име, наричайки го Улпия Сердика (на латински Ulpia Serdica („сердикийска Улпия“), като по-късно то често е съкращавано на Сердика. Нерядко името се пише и произнася Сардикѝ (на гръцки Σαρδική). В гръцкоезичните наративни източници почти винаги се използва формата Сардики, докато в местни каменни надписи, също на гръцки език, преобладава формата Сардики, докато в латинските източници, с малки изключения, които често са преводи от гръцки, се използва Сердика. И двете форми, Сердонполис и Улпия Сердика, се срещат върху монети, сечени в града през римската епоха.
Наименованието Сердика продължава да се използва и след присъединяването на града към България в началото на IX век, например в Хамбарлийския надпис. По-късно то е изместено от славянската форма Средец (, , ), като най-ранното ѝ засвидетелствано използване е в два апокалиптични текста на старобългарски от втората половина на XI век, но се предполага, че може би е възникнало още през VIII – IX век. Средец може да се разглежда като ранносредновековно българско осмисляне на името Сардика/Сердика, като в същото време отразява и значението „среда“ – от централното разположение на града в Софийското поле, както и възможното значение на среден/централен град на околното население.
В гръцкоезични източници след втората половина на X век за града се използва и името Триадица, по-рядко във формата Тралица (този вариант е трансформиран в арабската книга на Мохамед ал-Идриси в Атралиса). Според преобладаващото мнение то е гръцка транскрипция на , като началното „с“ е отпаднало, тъй като е интерпретирано като самостоятелния предлог ’ς. Според друга хипотеза, поддържана от автори като Васил Гюзелев и Веселина Вачкова, името идва от Света Троица (Αγία Τριάδα), свързвана с църквата „Света София“.
В западните хроники на кръстоносните походи от XI – XII век градът е наричан с различни транскрипции на Средец и Триадица/Тралица – Стерниц, Стралиц, Стралициум. В унгарски хроники от XII – XIV век се изпозват имената Сцередуци и Скарбициум.
Името София е регистрирано за пръв път в приписката към Средечкото евангелие от 1329 г., но като наименование на църквата „Света София“, наречена „Средечка митрополия“. Градът е наречен за пръв път „София“ във Витошката грамота около 1385 година (в грамотата се говори също за „средешко кефалийство“). През следващите години „София“ се утвърждава като широко използвано, включително официално, име на града, но като синоними продължават да се използват също „Средец“ и новопоявилата се форма „Сардакия“.
След 1878 г., с решение на градската управа, градът възстановява българското си име Средец, но малко след това, по настояване на Временното руско управление, е върнато името София. През 1879 г. се разгаря спор за името, като жителите на града създават комитет от известни личности, който се застъпва за възстановяване на историческото име Средец. Тази идея се поддържа и от Българското книжовно дружество, чието официално издание между 1882 и 1899 година отбелязва Средец като място на издаването си.

## География

### Местоположение
Историческият център на София е разположен непосредствено на юг от центъра на Софийското поле, една от Задбалканските котловини, разположена между Западна Стара планина (Мургаш, Софийска планина и Три уши) на север и планините Люлин, Витоша, Плана и Лозенска, части на Средногорската планинска система, на юг. Съвременният град заема значителна част от Софийското поле, като е развит в по-голяма степен на югоизток и югозапад от историческия център, достигайки ниските части на Витоша, но най-североизточните му квартали – Сеславци и Кремиковци – са разположени по склоновете на Стара планина.
Землището на град София има площ 492 km², като освен урбанизирана територия обхваща и съседни земеделски и горски терени, включително значителна част от планината Витоша. То граничи със землищата на 3 града (Банкя, Бухово и Нови Искър) и 27 села (Бистрица, Железница, Плана, Бусманци, Владая, Волуяк, Герман, Горни Богров, Долни Богров, Долни Пасарел, Иваняне, Казичене, Клисура, Кокаляне, Кривина, Кубратово, Лозен, Локорско, Мало Бучино, Мировяне, Мрамор, Мърчаево, Негован, Огоя, Панчарево, Чепинци и Яна) от Столична община, 5 села (Големо Бучино, Дивотино, Кладница, Люлин, Чуйпетлово) от община Перник, 2 села (Гурмазово, Пожарево) от община Божурище и 1 село (Ябланица) от община Своге.
Пет планински прохода водят към града – Искърски, Владайски, Драгомански, Петрохански и Витиня. През тях още в древността минават важни пътища, свързващи Адриатика и Средна Европа с Черно и Егейско море, и Близкия изток. Благодарение на стратегическото местоположение на Балканския полуостров, София и в миналото е била голям, оживен град, търговски, административен, културен, а по-късно и туристически център. През столицата протичат няколко реки: Владайската, Перловската, Искър, Лесновска река, Суходолска река, Боянска река, Блато. Край източните квартали тече река Искър, но в този си участък тя не е пълноводна. София е известна от древността с многобройните си минерални извори (15 находища с общ дебит на водите 130 l/s). През последните 60 години са построени и изкуствени езера и язовири.
Столицата се намира на 150 km от Пловдив, на 441 km от Варна, на 360 km от Бургас по Автомагистрала Тракия, на 309 km от Русе, на 234 km от Стара Загора, на 28 km от Перник, на 104 km от Кюстендил, на 102 km от Благоевград, на 60 km от ГКПП Калотина, на 89 km от ГКПП Стрезимировци, на 113 km от ГКПП Олтоманци, на 114 km от ГКПП Гюешево, на 182 km от ГКПП Кулата-Промахон. Разстоянието до северномакедонската столица Скопие е 245 km, до румънската столица Букурещ е 383 km, до сръбската столица Белград е 397 km, до косовската столица Прищина е 333 km, до мегаполиса и най-голям турски град Истанбул е 553 km, до турската столица Анкара е 1001 km, до черногорската столица Подгорица е 575 km, до столицата на Босна и Херцеговина Сараево е 606 km, до хърватската столица Загреб е 787 km, до втория по големина гръцки град Солун е 294 km, а до гръцката столица Атина е 792 km.

### Климат
София е разположена в умерения климатичен пояс и има влажен континентален климат с топло лято (Dfb в климатичната класификация на Кьопен) – средните месечни температури падат под 0 °C и не надхвърлят 22 °C, като повече от 3 месеца имат средна температура над 10 °C.
Средната годишна температура е 10,6 °C. Зимите в града са студени и снеговити. Времето е нестабилно и динамично; наблюдават се резки температурни амплитуди под влияние на траекторията на формиращите се средиземноморски циклони. В най-студените зимни дни температурите могат да паднат до –15 °C или още по-ниско, най-вече през януари. Мъглата е характерно явление в началото на зимния сезон. През зимата в София има средно по 58 дни със снежна покривка.
Летата в София са топли и слънчеви. През лятото столицата остава малко по-хладна в сравнение с останалата част от страната, заради по-голямата си надморска височина. Въпреки това в най-горещите летни дни температурите могат да превишат 35 °C, най-често през юли и август.
Пролетта и есента в София са сравнително кратки и са с променливо и динамично време.
Средните годишни валежи са 581,8 mm, достигайки своя максимум в края на пролетта и началото на лятото, когато не са рядкост гръмотевичните бури.
| Климатични данни за София (НИМХ−БАН) 1981−2010 норми, рекорди от 1941 г. досега | Климатични данни за София (НИМХ−БАН) 1981−2010 норми, рекорди от 1941 г. досега | Климатични данни за София (НИМХ−БАН) 1981−2010 норми, рекорди от 1941 г. досега | Климатични данни за София (НИМХ−БАН) 1981−2010 норми, рекорди от 1941 г. досега | Климатични данни за София (НИМХ−БАН) 1981−2010 норми, рекорди от 1941 г. досега | Климатични данни за София (НИМХ−БАН) 1981−2010 норми, рекорди от 1941 г. досега | Климатични данни за София (НИМХ−БАН) 1981−2010 норми, рекорди от 1941 г. досега | Климатични данни за София (НИМХ−БАН) 1981−2010 норми, рекорди от 1941 г. досега | Климатични данни за София (НИМХ−БАН) 1981−2010 норми, рекорди от 1941 г. досега | Климатични данни за София (НИМХ−БАН) 1981−2010 норми, рекорди от 1941 г. досега | Климатични данни за София (НИМХ−БАН) 1981−2010 норми, рекорди от 1941 г. досега | Климатични данни за София (НИМХ−БАН) 1981−2010 норми, рекорди от 1941 г. досега | Климатични данни за София (НИМХ−БАН) 1981−2010 норми, рекорди от 1941 г. досега | Климатични данни за София (НИМХ−БАН) 1981−2010 норми, рекорди от 1941 г. досега |
| Месеци                                                                          | яну.                                                                            | фев.                                                                            | март                                                                            | апр.                                                                            | май                                                                             | юни                                                                             | юли                                                                             | авг.                                                                            | сеп.                                                                            | окт.                                                                            | ное.                                                                            | дек.                                                                            | Годишно                                                                         |
| Абсолютни максимални температури (°C)                                           | 19                                                                              | 23                                                                              | 27,5                                                                            | 31                                                                              | 34                                                                              | 38                                                                              | 40,2                                                                            | 39,4                                                                            | 36,1                                                                            | 33,9                                                                            | 25,5                                                                            | 23                                                                              | 40,2                                                                            |
| Средни максимални температури (°C)                                              | 3,4                                                                             | 5,6                                                                             | 10,6                                                                            | 16,2                                                                            | 21,1                                                                            | 24,7                                                                            | 27,3                                                                            | 27,5                                                                            | 22,9                                                                            | 17,1                                                                            | 9,7                                                                             | 4,3                                                                             | 15,9                                                                            |
| Средни температури (°C)                                                         | −0,5                                                                            | 1,1                                                                             | 5,4                                                                             | 10,6                                                                            | 15,4                                                                            | 18,9                                                                            | 21,2                                                                            | 21                                                                              | 16,5                                                                            | 11,3                                                                            | 5,1                                                                             | 0,7                                                                             | 10,6                                                                            |
| Средни минимални температури (°C)                                               | −3,9                                                                            | −2,9                                                                            | 0,8                                                                             | 5,4                                                                             | 9,8                                                                             | 13,2                                                                            | 15,1                                                                            | 14,9                                                                            | 11                                                                              | 6,6                                                                             | 1,4                                                                             | −2,4                                                                            | 5,8                                                                             |
| Абсолютни минимални температури (°C)                                            | −28,3                                                                           | −25                                                                             | −16,1                                                                           | −6                                                                              | −2,2                                                                            | 1,4                                                                             | 2                                                                               | 3,5                                                                             | −2                                                                              | −6                                                                              | −15,3                                                                           | −21,1                                                                           | −28,3                                                                           |
| Средни месечни валежи (mm)                                                      | 33,2                                                                            | 31,5                                                                            | 38,1                                                                            | 50,7                                                                            | 67                                                                              | 75,4                                                                            | 52,6                                                                            | 57,6                                                                            | 45,7                                                                            | 45                                                                              | 43,3                                                                            | 41,7                                                                            | 581,8                                                                           |
| ------------------------------------------------------------------------------- | ------------------------------------------------------------------------------- | ------------------------------------------------------------------------------- | ------------------------------------------------------------------------------- | ------------------------------------------------------------------------------- | ------------------------------------------------------------------------------- | ------------------------------------------------------------------------------- | ------------------------------------------------------------------------------- | ------------------------------------------------------------------------------- | ------------------------------------------------------------------------------- | ------------------------------------------------------------------------------- | ------------------------------------------------------------------------------- | ------------------------------------------------------------------------------- | ------------------------------------------------------------------------------- |
| Източник: ; – 12.pdf– 01.pdf (рекорди)                                          |                                                                                 |                                                                                 |                                                                                 |                                                                                 |                                                                                 |                                                                                 |                                                                                 |                                                                                 |                                                                                 |                                                                                 |                                                                                 |                                                                                 |                                                                                 |

### Екология
Проблем за замърсеността на въздуха на София е нейното разположение в Софийската котловина, която е оградена отвсякъде с планини, намаляващи възможността за самопочистване на атмосферата. Въздухът в столицата се замърсява предимно от фини прахови частици и азотни оксиди. След спирането на работа на металургичния комбинат „Кремиковци“, те се генерират основно от автомобилния транспорт, отоплението с твърди и течни горива, замърсените пътни настилки и някои ТЕЦ-ове. Така столичните квартали Дружба, Надежда и Павлово са с най-замърсен въздух, като за първите два освен автомобилния транспорт, важен фактор за мръсния въздух са големите ТЕЦ-ове там.
София е на тридесет и трета позиция през 2015 г. по замърсяване на въздуха сред 157 града от Европа.

## История

### Древност и Античност
Най-ранните археологични свидетелства за обитаване на територията на София са от ранния неолит (VI хилядолетие пр. Хр.) – сред тях е Слатинското неолитно селище. Най-ранните данни за заселване на античния център на града – местността около минералните извори на днешната Централна минерална баня – са от бронзовата епоха (II хилядолетие пр. Хр.). Сведенията за това селище са оскъдни, тъй като градът продължава да съществува на това място в продължения на хилядолетия и много от останките са унищожени, но то съществува без прекъсване до наши дни.
Сведения за района на днешна София се появяват в древногръцки писмени източници в средата на V век пр. Хр., като по това време тази част на Балканския полуостров е населена с различни племена от групата на траките. Когато римляните се появяват в региона през II век пр. Хр. източниците наричат местните жители серди, а селището при минералния извор – Сердонполис („Град на сердите“). Почти няма информация за града през тракийския период, но вероятно през IV век пр. Хр., при Филип II, земите на сердите са завладени от Древна Македония, като остават част от същинска Македония и след разпадането на империята на Александър Македонски. С упадъка на царството през III век пр. Хр. то губи владенията си във вътрешността на Балканския полуостров и по време на завладяването му от римляните в средата на II век пр. Хр. Софийското поле вече не е част от него.
Сердите са подчинени от Римската република през 28 година пр. Хр. от проконсула на Македония Марк Лициний Крас, който завладява земите им, прилагайки големи жестокости и принудителни изселвания. През 45 година Сердика е включена в пределите на новосъздадената римска провинция Тракия, като през този период започва и заселването на ветерани от римската армия. При управлението на император Марк Аврелий Сердика получава правото да сече собствени монети и около 180 година е укрепена с крепостна стена, която в продължение на столетия очертава ядрото на града.
През Римската епоха активна стопанска дейност се развива далеч извън градските стени, но в днешните граници на София. Пример за това са използваните до съвременната епоха тухларни при днешния квартал „Гоце Делчев“, добивни съоръжения за желязна руда на Витоша и за злато в Горубляне и Дървеница, както и десетките известни извънградски вили – някои от тях включват луксозни жилищни помещения, докато други са изцяло ориентирани към земеделско производство, а някои са оградени и от значителни укрепления. Повечето от изследваните вили възникват между края на II и края на III век и са унищожени при различни нападения между края на III и средата на V век.
Около 271 година Сердика става център на новосъздадената провинция Дакия Аврелиана, а след нейното разделяне през 285 година – на нейната южна част – Вътрешна Дакия. При разделянето на диоцез Мизия на две, тя става столица и на северния диоцез – Дакия. През втората половина на III век град Рим губи мястото си на политически център на Империята и владетелите започват да пътуват между различни градове в провинциите. Един от тези градове е и Сердика, където често пребивават императорите Галерий (вероятно роден и починал в града или околностите му) и особено Константин I. Според Петър Патриций той изразява особени предпочитания към града: „Константин най-напред възнамерява да пренесе управлението в Сардика; и понеже обича този град, често казва: „Сардика е моят Рим“.
Константин предприема мащабни строежи в Сердика, като разрушава дотогавашните жилищни квартали в югоизточната четвърт на пространството между градските стени и изгражда там архитектурен комплекс, наричан от археолозите „Константинов квартал“, включващ и най-старата изцяло запазена сграда в София – ротондата „Свети Георги“. От този период датира и най-старата известна християнска църква в Сердика, открита под днешната базилика „Света София“.
Сердикийският събор от 343 година е свикан в Сердика от западния император Констанс и източния император Констанций II, за да разреши споровете между православни и ариани, събирайки в града над 170 епископи от всички краища на Империята с придружаващите ги делегации. Двата лагера обаче остават непримирими и в крайна сметка арианските епископи напускат Сердика и продължават заседанията си във Филипопол.
Нападенията на визиготите в края на IV век, на хуните в средата на V век и на славяните и аварите от VI век не засягат тежко самия град Сердика, но ликвидират процъфтяващите големи земеделски стопанства около него. Гъстотата на застрояване на Сердика нараства, като жилища се строят и върху части от някогашни улици и площади. При разделянето на Римската империя през 395 година градът остава в нейната източна част. Сердика е сред множеството крепости на Балканите, укрепени при император Юстиниан Велики (527 – 565), при когото вероятно е построена и запазената до днес внушителна базилика „Света София“. Сведенията за Сердика през следващите два века и половина са оскъдни.

### Средновековен Средец
През пролетта на 809 година, в навечерието на Великден, българският владетел Крум, завръщайки се от набег в долината на Струма, превзема Сердика и (според недоказаното и будещо въпроси относно числеността, вида въоръжение и стратегическия характер на българската войска на Крум твърдение на Теофан Изповедник) „избива 6 хиляди войници и множество цивилни“. Падането на Средец обаче изглежда става без тежки разрушения, не води и до големи промени в града, само около крепостната стена се появяват множество находки от керамика, която някои изследователи определят като характерна за славяните на Балканския полуостров, понякога без да се спират върху нейния тракийски и български облик. В самия край на IX или първата половина на X век църквата „Свети Георги“ е изцяло изписана наново. Градът е посещаван от цар Петър I, по чието искане в Средец е погребан непосредствено след смъртта си през 946 година канонизираният отшелник Свети Иван Рилски Чудотворец, наречен Българският небесен покровител.
В края на X век Средец е център на владенията на един от Комитопулите – Арон. След превземането на столицата Преслав в града за известно време се установява и българският патриарх Дамян. През лятото на 986 година Средец е обсаден в продължение на 20 дни лично от император Василий II, а по обратния път към Тракия той претърпява тежкото поражение при Траянови врата. Едва през 1018 година, след смъртта на последния цар на Първото българско царство Иван Владислав, войводите на 35 крепости, включително Средец, доброволно приемат върховенството на ромейския император.
В 1040 година градът попада под контрола на въстаниците на Петър Делян, а за потушаването на бунта тук пристига лично император Михаил IV. След 1048 година византийските власти заселват в Софийското поле значителен брой печенеги, някои от които вероятно се установяват и в града. През 1059 година в Средец пристига император Исак I Комнин с голяма войска, за да спре напредващите към града унгарци, но двете страни постигат споразумение без голям военен сблъсък. В края на 1066 или началото на 1067 година за управител на Средец е назначен бъдещият император Роман IV Диоген.
През 1183 година Средец е превзет и опустошен от съюзените войски на сръбския велик жупан Стефан Неманя и унгарския крал Бела III. През 1189 година през Средец и околностите му преминава северният лъч на Третия кръстоносен поход – войските на император Фридрих I Барбароса, които, неочаквано за тях, като се озовават в планово напуснатия от средечани град, без „пазар, храна и вино“, се принуждават да продължат пътя си през Пловдив за Одрин и Цариград изтощени и крайно разочаровани.
През 1194 година Средец е трайно присъединен към Второто българско царство от Иван Асен I.

### Разцвет през XIII – XVII век
В рамките на Второто българско царство Средец има голямо стратегическо значение за българския контрол над Поморавието и Македония. В първите десетилетия след присъединяването му са взети мерки за възстановяване на крепостната стена и значителните разрушения във вътрешността на града. Гъстотата на застрояване в самия град продължава да се увеличава и много улици се превръщат в тесни проходи, появяват се двуетажни сгради. Няколко управители на Средец в средата на XIII век носят титлата севастократор, втора по ранг след царската – севастократор Александър, брат на цар Иван Асен II, неговият син Калоян и накрая зетят на Александър Петър, който след смъртта на Иван Асен II управлява всички западни области на България.
Вероятно при севастократор Калоян останките от античния Константинов квартал са реконструирани в резиденция на управителя на града. Севастократор Калоян е и ктитор на Боянската църква, един от най-забележителните паметници на българското средновековно изкуство, в която е запазен негов портрет в цял ръст, датиран към 1259 година. През XIV век при митрополитската катедрала „Света София“ действа книжовна школа, от чиято дейност е запазено Средецкото евангелие, формира се комплексът от манастири около града, наречан по-късно Софийска света гора, в София има кантори на търговци от Дубровник и се произвежда многоцветна луксозна сграфито керамика, бижутерия и железарски изделия.
През 1382 година османският военачалник Лала Шахин в продължение на 3 месеца обсажда града, като в докладите си до правителството възхвалява природните условия, богатството и стопанската дейност в него, както и политическото му значение, а малко по-късно София е превзета от неговия подчинен Индже Балабан бей. София става център на Софийския паша санджак от 1393 до 1878.
По време на големия поход на Янош Хуняди през есента на 1443 г. османците изоставят София, като евакуират населението и опожаряват града, за да затруднят снабдяването на противника. Унгарците са посрещнати от християните с тържествена служба в катедралата „Света София“, но няколко седмици по-късно те отстъпват към Пирот и християните в София и околностите са подложени на кланета заради съдействието, оказано на унгарската армия.
Според свидетелства на европейски пътешественици, в средата на XV век София запазва предимно българския си характер. От 1460 година в София се намират мощите на Светия крал – Стефан II Милутин, а през 1469 година важно събитие за православната общност става преминаването през града на процесията по пренасянето на мощите на свети Иван Рилски от Търново към Рилския манастир. По това време в София и околните манастири от Софийската света гора се разгръща Софийската книжовна школа.
След присъединяването на София към Османската империя в града продължава да процъфтява колонията от дубровнишки търговци, към които се присъединяват и италианци от Флоренция и Венеция, образувайки католически квартал в района на разрушената западна порта на крепостта. В центъра на града живеят арменци, главно златари и кожухари, а в североизточните квартали – евреи, които развиват мащабна търговия до Нидерландия и Франция. През този период градът започва да произвежда и изнася за Италия луксозни продукти, като вълнения плат чоха и най-вече обработени кожи, разновидност на които в Италия наричат „булгарини“. В София се доставят от Италия стъклени съдове, лекарства, фаянс. По това време градът на няколко пъти е временно седалище на бейлербея на Румелия, пост с особено голямо влияние в Империята, понякога заеман от самия велик везир.
През първите десетилетия на XVI век културната и етническа среда в София рязко се променя – за разлика от предходното столетие, през 30-те години пътешественици вече говорят за мюсюлманско мнозинство в града, а в средата на XVII век за изцяло турско население. В началото на XVI век в джамии са превърнати двете големи антични църкви – „Света София“ в Сиявуш паша джамия и „Свети Георги“ в Гюл джамия, а по археологически данни жителите на голяма част от градския център вече са мюсюлмани. Няма много сведения за начина, по който протича ислямизацията на София, но през този период за мъченици са обявени поредица християни, отказващи да приемат исляма – Георги Софийски Нови (1515), Софроний Софийски (1515), Георги Софийски Най-нови (1530), Николай Софийски Нови (1555), Терапонтий Софийски (1555).
През 1530 година София трайно става столица до 1836 година на Румелийския еялет (до 1590 година се използва терминът бейлербейство), обхващащ централната част на Балканския полуостров от Източна Тракия до Поморавието и Епир. Последвалото столетие е период на икономически подем, като в града процъфтяват множество занаяти и за пръв път от Античността се секат монети, като се използва главно злато и сребро, добивани в мините около Чипровци. От средата на XV век и основно пре XVI век в града се строят внушителни обществени сгради, като Буюк джамия (1451 – 1494), разположената до конака Челеби джамия (1502), превърнатата днес в църква Коджа дервиш Мехмед паша джамия (1528), действащата и днес Баня баши джамия (1567), строена от най-известния османски архитект Мимар Синан. Известни са имената на още десетина джамии в София, но според автори от този период броят им е около 150.

### Упадък през XVII – XIX век
От XVII век София постепенно започва да запада заедно със западането на Османската империя и края на големите походи към Централна Европа, за които градът е важен изходен пункт. Много от обществените сгради са занемарени, античната водопроводна система е в лошо състояние и на много места е заменена от кладенци. В края на столетието градът е напуснат от дубровнишките и италианските търговци, изселват се някои от еврейските търговски фамилии, както и висшите турски чиновници, но същевременно в покрайнините се заселват българи от съседните села. През XVIII век румелийските бейлербейове започват периодично да пребивават в Битоля, която официално става център на Румелийския еялет през 1836 година.
Въстанието на архиереите в Софийско и Самоковско избухва в 1737 г., при сподавянето му в края на юли и началото на август 1737 г. по заповед на Али паша Кюпрюлюоглу са избити около 350 софийски граждани, свещеници, монаси и хора от околните села, включително самоковският митрополит Симеон Самоковски и Софийски, обесен в София от турците на 21 август 1773 г. – той е деветият софийски светец.
През 1738 г. населението на София, както на всички важни градове в европейската част на Османската империя, е преобладаващо турско.
Започналата в края на XVIII век анархия, свързана с кърджалийството, освобождението на Сърбия и приближаването на границата до София се отразяват зле на София. Към всичко това се прибавя големият пожар от 1816 г., чумата от 1857 г. и две земетресения – съответно през 1818 и 1858 г. Въпреки това София остава един от големите български градове. В града резидират консули на Франция, Италия и Австро-Унгария. Според свидетелства на посетили града през 1862 година американски мисионери, той има 30 хиляди жители, 1/3 от които българи, а самият град „има доста сиромашки вид, но сега българската му част бързо се замогва“. През 1864 г. градът става център на Софийския санджак в новосъздадения Дунавски вилает, а от 1876 г. София е вече административен център на Софийския вилает, който обхваща голяма част от съвременна Западна България – от Копривщица до Ниш и от Горна Джумая до Пирот с Орхание, Враня, Самоков и Прокупле.
Българите в София през XIX век имат своя община, 7 църкви и 2 светски училища – взаимно (основано в 1825 г.) и класно, а килийни при църквите и манастирите има още от времето на Софийската книжовна школа. В 1867 г. е основано читалище „Цвят“, българското женско дружество „Майка“ е от 1869 г., в 1874 г. е създадена ученическата дружина „Напредък“. Тук Баба Неделя основава първото девическо училище в българските земи. От 1859 г. започват празненствата в чест на славянските първоучители св. Кирил и Методий.
Конфликтите с гръцкото духовенство в София започват още в 1818 г. На 15 октомври 1872 г. в храма „Св. Стефан“ в Цариград българският екзарх Антим I ръкополага първия екзархийски Софийски митрополит Мелетий.
B 1870 г. Васил Левски основава революционни комитети не само в града, но и в околните села. Видни софийски възрожденци са Димитър Трайкович – член на Софийския революционен комитет, Иван Денкоглу, Сава Филаретов, Йорданка Филаретова, Захарий Круша, революционерът-книжар Никола Вардев, йеромонах Генадий Скитник (Иван Ихтимански) – член на Софийския революционен комитет и игумен на Драгалевския манастир, където Левски често отсяда и прави заседания на комитета, Никола Крушкин – Чолака, съратник на Левски, член на Софийския революционен комитет, обесен от турците, Георги Абаджията – книжар, куриер на Софийския революционен комитет обесен от турците заедно с Чолака, Киро Геошев (Киро Кафеджи), съратник и ятак на Левски, обесен от турците, хаджи Стоян Книжар обесен от турците, Христо Ковачев член на Софийския революционен комитет, заточен в Диарбекир, участниците в Априлското въстание копривщенците Стойчо Рашков и Тодор Малеев, на които е възложено да вземат от Пловдив материали за леене на куршуми и са обесени от турците на Лъвов мост и т.н.
При отстъплението на турските войски в края на 1877 година, по време на Руско-турската война, турският командващ Сюлейман паша планира пълното опожаряване на града подобно на Стара Загора, при което разправата с християнското население става неминуема. Категоричната намеса на консулите Леандър Леге и Вито Позитано, a по непотвърдени данни и застъпничеството на софийския равин Габриел Меркадо Алмоснино спасяват града от опожаряване. Австро-унгарският консул Йозеф Валхард също подкрепя действията в защита на града. Въпреки това руските и чуждите кореспонденти заварват 16 бесилки, на които са екзекутирани българи до последния момент преди навлизането на освободителните войски.

### След Освобождението
В самото начало на новата година, на 4 януари 1878 г. (23 декември 1877 г. стар стил), след битката при София, руските части под командването на генерал Йосиф Гурко влизат в града. През февруари 1878 г. населението на града е намаляло почти наполовина спрямо предвоенния период и по данни на общината възлиза на 11 694 души, от които 6560 българи, 3538 евреи, 839 турци и 737 цигани (2/3 от които мюсюлмани).
На 20 октомври 1878 г. от Пловдив в София се премества седалището на Временното руско управление, а на 3 април (22 март по стар стил) 1879 г. по предложение на Марин Дринов Учредителното събрание избира София за столица на Княжество България (4 април е обявен за празник на София). В резултат на това броят на жителите нараства по-бързо в сравнение с другите български градове, главно от вътрешната миграция.
Избирането на София за столица спомага за нейното бързо превръщане в голям и важен политически, административен, икономически, научен и културен център на страната. Градоустройствените промени започват с голям размах скоро след това събитие. Центърът на града започва да се измества от площада при Баня баши джамия към площада около съборната катедрала „Св. Крал“ (днешната църква „Света Неделя“), където се срещат под прав ъгъл още от Античността четирите основни пътни артерии на Се(а)рдика-Средец-София. Оформени са широки радиални булеварди, а малките криви сокаци са заменени от успоредни квартални улици, пресичащи се под прав ъгъл.
Историческият център на София обхваща територията, заключена в рамките на булевардите Сливница, Васил Левски, Патриарх Евтимий, Христо Ботев – с други думи, територията на града от времето непосредствено след обявяването на София за столица на България през 1879 година. Представителният център на града се оформя около Княжеския дворец (по-късно Царския дворец) и Народното събрание, а районът става средище не само на политическия живот, но и на културни и обществени прояви. През 1907 г. в близост е открита сградата на Народния театър. В началото на XX в. булевард „Цар Освободител“ е застлан с прочутите „жълти павета“, които свързват Двореца с площад „Народно събрание" и паметника на руския цар Александър II (Царя Освободител). По-нататък булевардът стига до започналия да се оформя в края на XIX в. нов квартал на преподаватели, политици, юристи и офицери. В тази посока е и първото по-сериозно разширение на града – до коритото на Перловската река и Орлов мост.
Започва също съсредоточаването на капитали и развитието на промишлеността, изграждането на предприятия на електродобивната, металодобивната, пивоварната и дървопреработвателната промишленост. В повечето случаи това все още са малки фабрики и работилници. Към края на века на река Искър над Панчарево е построена първата водноелектрическа централа, която осигурява електроенергия за града. В 1893 г. е построена железопътната линия София-Перник, а след това и до Пловдив и Варна.
На Велики четвъртък, 16 април 1925 г., в София е извършен атентатът в църквата „Света Неделя“ от дейци на военното крило на БКП. Убити са 170 души и са ранени 500.
През 1938 г. е приет градоустройствен план (Планът „Мусман"), разработен от проф. Адолф Мусман (на немски: Adolf Muesmann), който предвижда благоустройството на града при нарастване на населението до 600 000 жители.
По време на Втората световна война, в началото на която България обявява война на Великобритания и Съединените щати, британските и американските въздушни сили извършват жестоки бомбардировки на София. Ударени са най-вече граждански обекти, като Народния театър (тежко засегнат), църквата от XI век Свети Спас (силно разрушена в 1944 г.), Градската библиотека (напълно унищожена на 30 март 1944 г., изгарят 40 000 тома книги), католическата катедрала Свети Йосиф (напълно унищожена на 30 март 1944 г.), Духовната академия (тежко засегната, изгорен е куполът на храма, вграден в нея), взривени и опожарени са хиляди жилищни сгради, разрушен е градският център, убити са над 2000 души от софийското население и са разрушени 12 657 сгради. София е евакуирана – болниците, аптеките, държавните и общинските учреждения, училищата, архитектурните бюра, благоустройствените компании и др. са намерили подслон в близки и далечни градове и села през последните две години на войната. Мъжете са мобилизирани на фронта в последвалата война срещу Третия Райх. В столицата те започват да се прибират обратно едва след 9 май 1945 г. – през втората половина на 1945 година.
- София след Освобождението
- Старата католическа катедрала „Св. Йосиф“, разрушена от англо-американските бомбардировки през 1944 г.
- Булевард „Витоша“ в София, 1934 г.
- Софийският университет, 1935 г.
- Катедралата „Св. Неделя“ след атентата през април 1925 г.

### Комунистически строй
Цялата 1946 година на България, вкл. началото на 1947 година, е посветена на тежките преговори за Парижкия мирен договор. През следващите 4 – 5 години държавата и нейната столица се преустройват по съветски образец и диктат, което практически парализира всяка държавна, общинска и частна инициатива по това време.
През 1945 г. е одобрен нов общ градоустройствен план на столицата, т.нар. план „Нейков“.
След референдум през 1946 г. България е провъзгласена за народна република и се установява отечественофронтовска власт, като значително се променя обликът на столицата. Нейната численост започва да расте с бързи темпове, най-вече поради централизацията и колективизацията. Започва да се обръща по-голямо значение на тежката промишленост и индустриализацията, като продължава градоустройството и жилищното строителство. През 1958 г. е пуснат в експлоатация завод „Кремиковци“. Разширяват се и се обновяват пътната мрежа и градският транспорт. Все пак през 70-те години на XX в. архитектите успяват да се преборят с дотогавашните планове градският център да се разчисти за ново социалистическо строителство, според които следвало да бъдат разрушени старите сгради (вж. Комплекс „Ларго“). Така от разрушение са спасени бившият царски дворец, Военният клуб, БАН и други сгради край Централни хали, Женския пазар, Лъвов мост, по ул. „Пиротска“ и ул. „Екзарх Йосиф“.
По време на комунистическия режим редица от най-емблематичните улици и площади в града са преименувани по идеологически причини, като след 1989 г. повечето от предишните имена са възстановени.
През втората половина на XX век към София са присъединени много от съседните села, които дотогава са самостоятелни – Биримирци и Обрадовци през 1955 г., Княжево през 1958 г., Бояна, Враждебна, Връбница, Горна баня, Драгалевци, Дървеница, Илиянци, Малашевци, Обеля, Орландовци, Симеоново и Слатина през 1961 г., Суходол, Требич и Филиповци през 1971 г., Ботунец, Горубляне, Кремиковци, Сеславци и Челопечене през 1978 г.
Околовръстни или окръжни пътища, булеварди и шосета на София в началните периоди от изграждането на града са били булевардите „Сливница", „Фердинанд" (днес „Васил Левски"), „Патриарх Евтимий", „Христо Ботев", северната част на „Княгиня Мария-Луиза, „Генерал Николай Столетов", „Данаил Николаев" на североизток, „Евлоги и Христо Георгиеви" на изток и югоизток, „Пенчо Славейков" на юг, „Инж. Иван Иванов" и „Константин Величков" на запад, като много от тях са носили и такива наименования (напр. бул. „Окръжен"). Повечето от тези булеварди представляват граници на днешния център на града. В по-късни периоди на XX век роля на околовръстни играят булевардите Вардар, Гоце Делчев, Никола Вапцаров, Пейо Яворов.
- Архитектура и сгради, построени през периода 1945 – 1989
- Комплекс „Ларго“
- Площад „Света Неделя“

### Съвременна история
След смяната на социалистическия строй има период на подем в частното строителство. Построени са нови модерни сгради, много от тях с участието на чужди инвеститори.
В началото на 1998 година са открити първите станции на Софийското метро.
През 2015 г. е завършена сградата на Капитал Форт, намираща се на входа на София откъм бул. „Цариградско шосе“, която става най-високата сграда в България, измествайки хотел „Родина“, построен четвърт век по-рано.
В строеж е сградата Скай Форт, която ще се превърне в най-високата сграда в България със своите 202 m по проект.
- Модерни сгради в София

## Население
| Година | Брой на населението |
| ------ | ------------------- |
| 1870   | 19 000              |
| 1880   | 20 501              |
| 1887   | 30 456              |
| 1892   | 46 628              |
| 1900   | 67 953              |
| 1905   | 82 621              |
| 1910   | 102 812             |
| 1920   | 154 025             |
| 1926   | 213 002             |
| 1934   | 287 095             |
| 1939   | 401 000             |
| 1946   | 435 000             |
| 1956   | 639 900             |
| 1965   | 802 400             |
| 1975   | 965 700             |
| 1985   | 1 121 800           |
| 1992   | 1 114 900           |
| 2001   | 1 091 772           |
| 2011   | 1 202 761           |
| 2016   | 1 304 772           |
| 2019   | 1 350 904           |

Население на София през годините
(броят е показан в хиляди)
София днес е най-големият град на територията на България. През 1870 г. има около 19 000 жители, от които след Руско-турската война остават едва 11 684. Според първото официално преброяване на населението от 1880 г. населението на София е 20 501 души. По това време София етнически е разделена както следва: 56% са българи, 30% евреи, 7% турци и 6% цигани. По това време 60% от жителите на града са мъже, а 60% от тях – неженени. През 1880 г. Константин Иречек отбелязва, че в София има 20 махали с около 5 хиляди къщи.
Няколко години след Освобождението градът започва постепенно да нараства с преселници от всички краища на България, но основно от Радомирско, Трънско, Брезнишко, Самоковско, Орханийско и Царибродско. През периода от 1900 до 1946 г. населението на града претърпява най-голямото си увеличение – от около 68 000 души до 435 000 души.
По данни от преброяването през 2001 г. в област София живеят 1 177 577 души, от които 559 229 са мъже (47,5%), а 618 348 са жени (52,5%), или на 1000 мъже се падат 1106 жени. В град София живеят 1 094 410 души, като мъжете са 518 149, а жените 576 261. Най-големият район е Люлин със 120 117 жители, следван от Младост със 110 877 жители, Подуяне със 75 312 жители и Красно село със 72 773 жители. Най-много са софиянците между 18 и 64-годишна възраст (790 180 души), следвани от жителите до 18-годишна възраст (201 202) и тези над 65-годишна възраст (183 049). Средната възраст е 38,3 години.
Гъстотата на населението в края на 2000 г. е 909,1 души/km². По данни на някои печатни издания реалният брой на населението, което пребивава в столицата, е над 2 милиона души. Според изказвания на официални лица, всяка година от провинцията в София трайно се заселват между 25 000 и 45 000 души. Това предизвиква множество проблеми за града – пренаселеност, увеличаване броя на автомобилите, улични задръствания, замърсяване на въздуха, жилищна криза, липса на места за паркиране и други.
Раждаемостта на 1000 души е 7,9, като до 2001 г. тя е в непрекъснат спад. Смъртността е 12,2 на 1000 и продължава да расте. Въз основа на тези данни годишният спад в броя на населението би бил 4,3 промила. Всъщност поради притока на хора от провинцията населението на София се увеличава. Детската смъртност е 11 бебета на 1000 живородени. През 1980 г. тя е била 18,9 на 1000. От 2001 г. раждаемостта в София непрекъснато нараства, достигайки 13 промила. Само за 10 години броят на родените деца се удвоява. Това създава проблем с детските градини, чийто брой е намалял наполовина при дълготрайния спад на раждаемостта след 1989 г.
Според преброяването от 2011 г. населението на София се състои от следните етнически групи: 1 136 000 българи (96%); 18 300 цигани (1,5%); 6500 турци (0,6%). Около 17 000 души са посочили друга етническа група или не са се самоопределили. Не се забелязва разлика в процентите на тези три основни етнически групи в столицата в сравнение с преброяването от 2001 г.; като бройка, единствената основна разлика се намира сред българското население, което се е повишило с 12 000 души. В преброяването от 2001 г. са посочени също и няколко по-малобройни общности в София, включително 3100 руснаци, 1700 арменци, 1200 гърци.
Към 15 март 2016 г. по настоящ адрес в Столична община са регистрирани 1 441 918 души, от които 1 304 772 са жители на град София.
През 2020 г. обаче населението на столицата намалява с 1,53%, или с 20 378 души до 1 308 412 души. Това не се е случвало от 2001 г., когато населението на София намалява за последен път.
По данни на ГРАО към 15 юни 2024 г. в града живеят 1 404 116 души по постоянен адрес.

## Управление
Местното самоуправление в София се осъществява от Столичната община, управлявана от общински съвет и кмет, избирани на всеки 4 години, както и от нейни районни администрации, управлявани от районни кметове. Столична община е единствената в област София – тя има собствена администрация, ръководена от назначен от Министерския съвет областен управител, който има право да връща по законосъобразност решенията на Столичния общински съвет.
Освен на област София, градът е административен център и на съседната Софийска област, както и столица на България, като в София са съсредоточени повечето органи на централната държавна власт – законодателна, изпълнителна и съдебна: Народното събрание, Президентството, Министерския съвет и всички министерства, висшите институции на съдебната власт (Върховен касационен съд, Върховен административен съд, Висш съдебен съвет, Главна прокуратура), Конституционен съд, Българската народна банка.

### Столична община
Столичният общински съвет (СОС) има правомощия над цялата Столична община, основна част от която е град София; общинските съветници се избират от жителите на общината по време на местни избори; СОС определя бюджетите на Столичната община и на отделните софийски райони.
Кметът на Столична община (вижте Кмет на София) има правомощия над цялата община; той е кмет не само на град София, а и на общо тридесет и осемте населени места в нейните граници; кметът на София се избира от жителите на Столична община по време на местни избори.

### Райони
Столична община е една от трите общини в България (наред с общините Пловдив и Варна), която има междинно ниво на местно самоуправление – райони. От края на 80-те години на XX век тя е разделена на 24 района. 16 от тях са съставени само от части на град София, а други 6 района включват както части от София, така и части от други населени места. Три района на Столична община – Панчарево, Нови Искър и Банкя – не включват части от град София.
Всеки район има свой кмет, който се избира пряко от населението на съответния район и решава въпросите, възникващи от ежедневните потребности на населението по местоживеене, административното обслужване на гражданите, благоустрояването, хигиенизирането и др. и разпределя бюджета в своя район. Районните администрации имат ограничени функции, като към 2020 година общият размер на бюджетите им е 3,9% от общия бюджет на Столична община.
| Само градски части | Включващи градски и крайградски части | Само крайградски части | Карта на районите в Столична Община |
| 1. Средец 2. Красно село 3. Възраждане 4. Оборище 5. Сердика 6. Подуяне 7. Слатина 8. Изгрев 9. Лозенец 10. Триадица 11. Красна поляна 12. Илинден 13. Надежда 15. Младост 16. Студентски 19. Люлин | 14. Искър (Бусманци) 17. Витоша (Владая, Мърчаево) 18. Овча купел (Мало Бучино) 20. Връбница (Волуяк, Мрамор) 22. Кремиковци (Бухово, Желява, Яна, Горни Богров, Долни Богров) | 21. Нови Искър (Нови Искър, Мировяне, Кътина, Доброславци, Житен, Балша, Подгумер, Войнеговци, Локорско, Кубратово, Световрачене, Негован, Чепинци) 23. Панчарево (Панчарево, Герман, Бистрица, Кокаляне, Лозен, Кривина, Казичене, Железница, Плана, Долни Пасарел) 24. Банкя (Банкя, Иваняне, Клисура) | Карта на районите в Столична Община |

### Политически живот
В десетилетията след края на тоталитарния комунистически режим с голямо влияние в града се ползва десницата – първоначално Съюза на демократичните сили и отделилите се от него партии, а след това ГЕРБ, която доминира и в общинското управление. Представители на десницата са всички кметове на София след 1990 г.: Александър Каракачанов (1990 – 1991), Александър Янчулев (1991 – 1995), Стефан Софиянски (1995 – 2005), Бойко Борисов (2005 – 2009), Йорданка Фандъкова (2009 – 2023), Васил Терзиев (от 2023).
София-град е единствената община в България, подразделена на повече от един избирателен район. Те са три, като всеки един от тях включва по осем градски района. Това са 23-ти МИР (южни и югоизточни райони), 24-ти МИР (център и североизточни райони) и 25-и МИР (западни и северозападни райони).

## Икономика
София е най-големият стопански център на България, като през 2022 година на Столична община се падат 41% от целия брутния вътрешен продукт на страната. Около 84% от добавената стойност се създава в сектора на услугите, а 15% – в промишлеността.
В София са съсредоточени централите на финансовите институции, включително на всички лицензирани банки в България (2024). Към 2017 година в града са седалищата на 6 от 10-те най-големи предприятия в страната по приходи от продажби. По това време десетте най-големи предприятия в града по този показател са търговецът на едро с горива „Лукойл-България“, търговецът на електроенергия „Национална електрическа компания“, веригата от супермаркети „Кауфланд България“, търговецът на газ „Булгаргаз“, търговецът на едро с цигари „Експрес логистика и дистрибуция“, търговецът на електроенергия „ЧЕЗ Електро България“, веригата бензиностанции „ОМВ България“, далекосъобщителното предприятие „Българска телекомуникационна компания“, металургичният завод „София Мед“ и веригата хипермаркети „Метро Кеш енд Кери България“.
Въпреки второстепенната роля на промишлеността в икономиката на града, София е най-големият промишлен център на България, като преимущество се дава на развитието на тежката промишленост. На територията на София има около 800 големи предприятия. В София са съсредоточени 75% от черната металургия, 50% от полиграфическата, 15% от електротехническата и електронната промишленост, 14% от кожухарската и обувната промишленост на страната. Произвежда се химическа, текстилна и хранително-вкусова продукция. Отраслите строителство, търговия и транспорт, свързващи материалната и социалната инфраструктура на големия град, са силно развити. Частният сектор на територията на Столична община е концентриран предимно в сферите на търговията и услугите. В София оперират Софийската стокова борса и Българската фондова борса.

## Инфраструктура

### Транспорт
Уличната мрежа на София има обща дължина около 3400 километра, като главните улици имат неправилна кръгово-радиална структура – главни булеварди, свързващи центъра на града с периферията, и няколко концентрични пръстена около центъра (някои от тях само частично затворени). Главните външни пътни връзки на града са започващите от него четири автомагистрали – „Тракия“ (към Южна България и Турция), „Хемус“ (към Северна България и Румъния), „Струма“ (към Югозападна България и Гърция) и „Европа“ (към Сърбия и Западна Европа). Голяма част от транзитния трафик заобикаля града по Околовръстния път и Северната скоростна тангента.
Значителна част от транспорта в града се извършва с леки автомобили, като към 2021 година в Столична община са регистрирани 833 хиляди, повече от средната стойност на жител за големите градове в Европейския съюз. Това включва и над 5 хиляди таксиметрови автомобила, част от обществения транспорт. Масовият обществен транспорт е организиран чрез две общински предприятия. Наземният оператор „Център за градска мобилност“ към 2024 година експлоатира 91 автобусни, 17 трамвайни, 10 тролейбусни, 6 електробусни и 4 нощни линии. Откритото през 1998 г. Софийско метро е с четири метродиаметъра, които включват общо 47 станции при дължина 52 km.
Централна гара София е железопътният възел с най-голямо местно и международно значение. Годишно той обслужва 2 323 844 пътници или 11,8% от общия брой пътници в националната железопътната мрежа (2004) и осъществява връзката с вътрешността на страната по 5 направления. Превозите се осъществяват от Български държавни железници, чиято централа е в столицата. От намиращата се в непосредствена близост Централна автогара София се извършват автобусни превози. Въздушният транспорт е представен от летище София, което има два терминала. Ръстът на пътникопотока достига до 7 107 096 пътници годишно (2019).

### Образование и наука
В София са концентрирани голяма част от образователните институции на България. Функционират 239 детски градини, 5 начални, 77 основни и 187 средни училища. Освен това има и 13 специализирани училища за деца с увреждания.
Много средни училища предлагат обучение на чужди езици. 1-ва и 2-ра английска езикова гимназия, Френската, Немската и Испанската гимназия обичайно са сред най-желаните гимназии. 35-о средно училище „Добри Войников“ e най-старото училище с изучаване на езици. Други предпочитани средни училища са Национална търговско-банкова гимназия, Класическата гимназия и СМГ. Американският колеж, основан през 1860 г., е сред най-старите американски образователни институции извън САЩ.
В София се намират 22 от 52 акредитирани висши училища в България, в които се обучават над 100 хиляди студенти. Четири от петте ВУЗ-ове с най-висок рейтинг са в столицата – Софийският университет „Св. Климент Охридски“ (СУ), Медицинският университет, Техническият университет и Нов български университет. СУ е най-старото висше училище в страната. Основан на 1 октомври 1888 г., днес той има 16 факултета и 3 департамента, като в него се обучават над 20 хиляди студенти.
В София е адресът на Българската академия на науките (БАН), както и на Националната библиотека „Св. св. Кирил и Методий“. Петте суперкомпютъра на България се намират тук – три от тях се използват от БАН, един от София Тех Парк и един от Физическия факултет към СУ.

## Култура
София е средище на българската култура и тук се намират престижни културни институции като „Гьоте-институт“, „Институт „Сервантес““, Френския институт, Британския съвет и Руския културно-информационен център, които често провеждат мероприятия, за да представят творци от своите страни.
Девизът на столицата е „Расте, но не старѣе“. Той е изписан през 1911 година на герба на София, създаден през 1900 г., а през 1928 г. е украсен с лаврови клонки от двете страни. На герба са изобразени символите на столицата: древногръцката богиня на съдбата Тюхе – покровителка на градовете, като образът е взет от антична монета; планината Витоша; църквата „Света София“; златен балдахин с Аполон лечителя. Сред тях в центъра има златен лъв на червен щит (герба на България), а отгоре – крепостна корона с 3 кули.
Празникът на града е на 17 септември, когато Православната църква отбелязва Светите мъченици София, Вяра, Надежда и Любов. Датата е определена за Празник на София с решение на Столичния общински съвет от 25 март 1992 година.

### Театри и опера
Народният театър „Иван Вазов“ е най-старият столичен театър, на чиято сцена се поставят предимно класически пиеси. Първото представление е изиграно на 3 януари 1907 г.
През 1923 г. пожар изпепелява голяма част от сградата и се налага постепенна реконструкция в следващите години. Бомбардировките от 1944 г. нанасят щети на южното ѝ крило. Последната реконструкция и модернизация датира от 1970-те години. Театър „Сълза и смях“ е също един от най-старите театри, чиято трупа е сформирана през 1892 г. и става инициатор за основаването на Народния театър.
Националната опера и балет, известна и като Софийска опера и балет, става държавна през 1922 г. Основно място в оперния репертоар заемат класически произведения на руски, български и италиански композитори.

### Музеи и галерии
В столицата също така се намират и множество галерии и музеи. Много от тях принадлежат към Стоте национални туристически обекта.
Националният исторически музей е най-големият музей в България и е сред най-големите в Европа. Националният етнографски музей и Националната художествена галерия се намират в центъра на града, в сградата на бившия царски дворец и в Квадрат 500 – бивша Национална галерия за чуждестранно изкуство. Националният природонаучен музей при БАН е най-богатият природонаучен музей на Балканския полуостров и е основан през 1889 г. Други музеи са Националният военноисторически музей,
Археологическият институт и музей, Софийски арсенал – Музей за съвременно изкуство (САМСИ) и Музеят на социалистическото изкуство.

### Кино
Голяма част от съвременните български сериали след 1989 г. са снимани в столицата, сред тях: „Под прикритие“, „Стъклен дом“, „Братя“, „Откраднат живот“, „Татковци“, „Четвърта власт“, „Пътят на честта“, „Ягодова луна“, „Полицаите от края на града“, „София – ден и нощ“, „Отдел Издирване“ и др.

### Архитектура
В столицата може да се видят сгради част от римската архитектура, като например ротондата Свети Георги, османската архитектура като например джамията Баня Баши и българската следосвобожденска архитектура като например сградата на Ректората на Софийския университет, на Народния театър и др. След преврата от 9 септември 1944 г. се изграждат комплекса „Ларго“, НДК, паметника „1300 години България“ и др. След демократичните промени от 1989 г. в София започват да се изграждат модерни бизнес сгради, като например Капитал Форт и строящия се Скай Форт.

### Религия и храмове
София е център на религиозната търпимост. В рамките на площ от няколко квадратни метра едновременно присъстват храмове на най-големите световни религии – православно християнство (църквата „Света Неделя“), католицизъм (катедралата „Свети Йосиф“), ислям (джамията „Баня Баши“) и юдаизъм (Софийската синагога).
В Софийската епархия действат към 200 православни храма и параклиса и над 40 манастира, съградени от IV век до днес. Най-големият храм в София и цяла България е храм-паметникът „Александър Невски“ – един от символите на София и паметник на културата от национално значение. Ротондата „Свети Георги“ и базиликата „Света София“ са едни от най-старите храмове в града, построени съответно през IV и VI век. Боянската църква съдържа стенописи от XIII век и е включена в Списъка с културно наследство на ЮНЕСКО през 1979 г.

### Паметници
В София се намират редица паметници от различни епохи. Някои от тях, построени по време на комунистическата власт, са демонтирани или разрушени – такъв е случаят с паметника на Ленин и мавзолея на Георги Димитров. Паметникът „1300 години България" пред Националния дворец на културата се руши сам, докато накрая се премахва напълно през септември 2017 година.
Други, като мавзолея на първия български княз Александър I Батенберг, са затворени за посетители от 1946 до 1991 г., през цялото време на тоталитарния режим, и много хора по това време дори не знаят за неговото съществуване.
Друг исторически паметник, станал един от символите на града, е паметникът на Васил Левски, който се намира в центъра на града, в район с натоварено движение. Той е изработен от бронз, с барелеф на главата на Левски. Открит е на 22 октомври 1895 г., но неговото планиране започва непосредствено след Освобождението, през 1878 г. Конструирането му продължава около 17 години поради липса на средства, занемаряване, нехайство и дори липса на интерес от страна на тогавашното правителство. Това предизвиква вълна на недоволство сред българските интелектуалци. Константин Величков в знак на протест написва стихотворението „Паметникът на Левски в София“. Първоначалните проекти предвиждат голям кръст, но тази идея бива отхвърлена поради несъвместимостта с вярата на Апостола в равенството, братството и други революционни идеи. Друг вариант предвижда бронзова статуя в цял ръст, която обаче също е отхвърлена поради значителното поскъпване на паметника.
Паметникът на Съветската армия се намира в Борисовата градина и успява да оцелее след свалянето на тоталитарния режим, но неговото съществуване е съпроводено с много противоречия. Той е издигнат през 1954 г. в знак на признателност към съветските войски за победата над нацизма и фашизма. Самият Съветски съюз е обявил (1944 г.) война на България. През 1993 г. Столичният общински съвет взима решение за събаряне на паметника. От Кремъл обаче и от руското посолство в България реагират много остро на една такава инициатива и паметникът остава. През 2009 г. е подета нова кампания за неговото събаряне или преместване на ново място, този път във връзка със строежа на метрото. През декември 2023 г. започва премахването му.
Руски паметник е построен през 1882 г. Паметникът е издигнат по руска инициатива и с руски средства, възлизащи на 25 000 златни лева. Той се намира в близост до Петте кьошета, площад „Македония“ и най-големият в България център по спешна медицина „Пирогов“.
Паметникът на Незнайния воин е издигнат през 1981 г. по случай 1300-годишнината на българската държава. Монументът се състои от „вечен огън“, пръст от Старозагорското сражение и Шипченската битка – най-важните битки в Руско-турската война от 1877 – 1878 г., статуя на легнал лъв и каменна плоча с надпис.
Друг много известен паметник в центъра на столицата е Паметникът на Цар Освободител, или както популярно е известен сред софиянци Паметникът на Коня – един от най-внушителните паметници в София, издигнат в чест на Освобождението на България през 1878 г., в израз на признателността на българския народ към руския народ в лицето на император Александър II и като символ на българската свобода. Паметникът се намира на столичния булевард „Цар Освободител“ на площад „Народно събрание“ с лице към сградата на българския парламент.
Статуята в центъра на София, на площад „Независимост“, е наречена от своя скулптор Георги Чапкънов „Света София“. Тъй като не съответства на каноните на Българската православна църква, статуята никога не е била благословена или осветена от православен свещеник.

### Спорт
Футболът е най-популярният спорт в града. Шест отбора се състезават в Първа професионална футболна лига през сезон 2024/25 – ЦСКА, „Левски“, „Славия“, „Локомотив“, „Септември“ и ЦСКА 1948. Националният отбор по футбол най-често играе срещите си на стадион „Васил Левски“, най-големият стадион в страната с капацитет 44 хиляди души.
Баскетболът и волейболът имат дългогодишни традиции. „Академик“ (София) е двукратен финалист в Европейската шампионска купа, предшественикът на Евролигата, която женският отбор на „Левски“ печели два пъти, а този на „Славия“ – веднъж. Построената през 2011 г. „Арена Армеец“ често приема мачове на мъжкия национален отбор по волейбол и е една от двете зали домакини на Европейското първенство по волейбол за мъже 2015.
В София са родени сестрите Малееви – Катерина, Мануела и Магдалена, както и настоящата номер 1 тенисистка на България Виктория Томова. В „Арена Армеец“ се провежда мъжкият турнир по тенис от категория 250 „София Оупън“, печелен веднъж от най-успешния български тенисист Григор Димитров.
София е кандидат за Зимните олимпийски игри през 1992, 1994 и 2014 г. През 1985 г. губи от Албервил с два гласа разлика игрите през 1992 г., през 1987 г. отпада във втория кръг на гласуването за игрите през 1994 г., а през 2006 г. отпада в първия кръг на избора на игрите през 2014 г. Тя обаче е домакин на две летни Универсиади – през 1961 и 1977 г., както и на две зимни – през 1983 и 1989 г.

## Забележителности
Националният дворец на културата (НДК) се намира в центъра на София. Най-голямата зала е с 5000 места. Открит е през 1981 г., проектиран е от екип на „Главпроект“ (София), с главен проектант арх. Александър Баров. НДК се посещава от около 1 600 000 души годишно.
Централната минерална баня се намира в центъра на града и е построена в началото на XX в. на мястото на стара турска баня. В продължение на няколко десетилетия тя служи като градска баня с топла минерална вода. Затворена е за реконструкция в края на 80-те години на XX век, на 17 септември 2015 г. отваря врати Музеят за история на София.
Централният военен клуб е една от културните икони на София, в него са се провеждали много събития като концерти, изложби, събрания, театрални постановки, церемонии и други.
Двата най-стари и известни моста в София са Орлов мост и Лъвов мост. Лъвов мост се намира в близост до центъра на града, над Владайската река. Построен е между 1889 и 1891 г. от чешкия архитект Вацлав Прошек, неговия брат и негови братовчеди, като част от мемориал на избитите от турците българи (4-те лъва символизират обесените непосредствено преди освобождението 4-ма софийски книжари). Орлов мост също се намира в центъра на града, над Перловската река и на много натоварено кръстовище. Построен е през 1891 г., малко след строежа на Лъвов мост, в памет на завърналите се заточеници от Диарбекир, които са посрещнати тук, и на тези оставили костите си там и в турските зандани.
Най-големият парк в София е Борисовата градина, известен в близкото минало като Паркът на свободата. В нея се намират няколко малки езера, детски площадки, паметници, националният стадион „Васил Левски“ и най-големият плаж в София. Най-старата градина в София е Градската градина, открита през 1878 г. Други известни паркове в столицата са Южният парк, Западният парк, Северният парк и паркът-музей Врана. В София има 95 вековни дървета, които ще бъдат включени в списък за специална защита. Идеята е на фондация „Пясъчен часовник“. Парк Витоша е обявен за природен парк през 2000 г. На негова територия се намират биосферният резерват Бистришко бранище и резерват Торфено бранище.
На територията на Софийската зоологическата градина живеят общо 1899 представители на 281 животински вида. Тя е построена през 1888 г. от княз Фердинанд на неголяма площ в центъра на днешна София. През 1984 г. е преместена и оттогава се намира в кв. „Витоша“, на 15 минути път от идеалния център. Заема територия от 360 декара. До нея се стига с удобен градски транспорт от всички части на столицата. Това е най-старата и най-голяма зоологическа градина на целия Балкански полуостров. Изключително популярна е в цял свят още от създаването си с развъждането на ценни и редки животни. В нея работят висококвалифицирани учени и специалисти, които се грижат за обитателите на парка. Софийската зоологическа градина е една от най-известните и предпочитани атракции в града – идеално място за отдих и развлечение.
През 1997 г. в Зоопарка е основан Екологичен научноизследователски център. Той има богат принос в опазването на застрашените видове и поддържане на биологичното разнообразие, посредством кооперативни международни програми за размножаване на редки и застрашени животни (сред тях са: дневни и нощни грабливи птици, персийски леопард, амурски тигър, евроазиатски рис, антилопа адакс и други). От няколко години една от мисиите на Зоологическа градина София е да подпомага създаването на природозащитно образование и самосъзнание у гражданите. Занимава се също така с широкоприложна научно-изследователска дейност. Поради икономически и финансови затруднения през 1995 г. Зоологическа градина София създава програма за осиновяване на животни (по примера на английските зоопаркове), която се е запазила и работи и до днес. Целта на програмата е набавяне на средства за подпомагане отглеждането на обитателите. Оттогава всяка година на Лазаровден в Зоопарка се чества Денят на осиновителя – с тържество, много изненади за децата и връчване на специални паспорти на новите осиновители на животни.

## Галерия
- Гледка от столицата
- Храм-паметникът „Свети Александър Невски“
- Катедралата „Света Неделя“
- Южен парк
- Метростанция СУ „Св. Климент Охридски“
- Църквата „Свети Седмочисленици“
- Църквата „Свети Николай Чудотворец“
- Джамията „Баня Баши“
- Софийската синагога
- Част от паметника на Васил Левски
- Паметникът на Цар Освободител
- Паметник на Незнайния воин
- Орлов мост от птичи поглед
- Преминаващ трамвай по Лъвов мост
- Стадион „Българска армия“